# Uncle Heck, by Heck!
Uncle Heck, by Heck! è un cortometraggio muto del 1915 diretto e interpretato da John Steppling. Di genere comico, fu prodotto dalla American Film Manufacturing Company e aveva, tra gli altri interpreti John Sheehan, Beatrice Van, Bessie Banks, Dixie Stewart.

## Trama
Bill Jones e la moglie vivono insieme alla sorella maggiore e alla madre di lei. Un giorno, lo zio Heck li avvisa del suo arrivo: mettendo però le mani avanti, li avverte che non spenderà per loro neanche un dollaro bucato. Nessuno in casa è molto entusiasta dell'arrivo di quel taccagno. Quando zio Heck arriva in città, va in giro pavoneggiandosi come fosse un elegantone. Credendosi una sorta di lord Brummel, flirta con tutte le donne che incontra le quali si divertono a prenderlo in giro. L'ultima di queste, però, lo fa arrestare e zio Heck deve chiamare in aiuto il nipote che lo viene a salvare. Bill gli consiglia di andarsene a casa sua, ad aspettare lì il suo ritorno. A zio Heck, quando arriva a casa dei Jones, gli viene un colpo, riconoscendo nelle donne della famiglia tutte le signore che ha importunato durante la sua passeggiata cittadina. Per non fare sapere al nipote di essere un farfallone, è disposto, per farle star zitte, a pagarle con tutto il contante che si è portato dietro in viaggio. Bill arriva sulla scena proprio quando lo zio sta dividendo il denaro: questi, non sapendo come cavarsela, gli dice che aveva scherzato a proposito delle sue intenzioni di non spendere neanche un centesimo e caccia in mano qualche dollaro anche a lui.

## Produzione
Il film fu prodotto dall'American Film Manufacturing Company.

## Distribuzione
Distribuito dalla Mutual, il film - un cortometraggio in una bobina - uscì nelle sale statunitensi il 28 agosto 1915.